# Phora fuliginosa
Phora fuliginosa är en tvåvingeart som först beskrevs av Macquart 1835.  Phora fuliginosa ingår i släktet Phora och familjen puckelflugor. Inga underarter finns listade i Catalogue of Life.